# Au Leon
Au Leon es una localidad de Santa Lucía, que forma parte del distrito de Dennery.